# Sekcja Turystyczna Towarzystwa Tatrzańskiego
Sekcja Turystyczna Towarzystwa Tatrzańskiego (STTT) – powołana formalnie 25 lipca 1903 r. sekcja powstałego w 1873 r. Towarzystwa Tatrzańskiego, nadająca polskiemu taternictwu zorganizowaną formę. Pierwszym przewodniczącym sekcji został Janusz Chmielowski. Z STTT wyłonił się w 1935 r. Klub Wysokogórski, z którego z kolei w 1974 r. powstał Polski Związek Alpinizmu.